# Cronologia da primeira expedição portuguesa à Índia

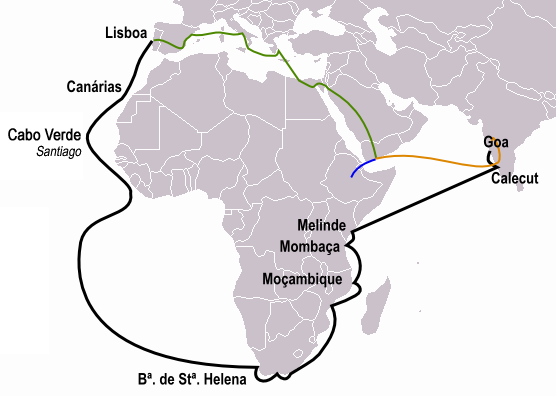
Caminho percorrido pela expedição (a preto). Na figura também se vê os caminhos percorridos por Pêro da Covilhã (a laranja) e por Afonso de Paiva (a azul) depois da viagem juntos (a verde).

Este artigo descreve cronologicamente a primeira viagem marítima à Índia, comandada por Vasco da Gama, a mais longa viagem oceânica até então realizada, superior a uma volta completa ao Mundo pelo Equador, baseada em notas do diário de bordo anónimo, o Roteiro da primeira viagem de Vasco da Gama à Índia, talvez obra de Álvaro Velho ou João de Sá. 
Num sábado, dia 8 de julho de 1497, zarpou de Belém a armada de 3 naus: a São Gabriel, a São Rafael e a Bérrio, além de um navio para transporte de mantimentos, que, segundo algumas fontes, teria sido batizado de São Miguel, com uma tripulação que somava um total de cerca de 170 homens. Dois anos depois, a 10 de julho de 1499, regressavam a Lisboa apenas a São Gabriel e a Bérrio, com menos de um terço da tripulação que sobreviveu à viagem.

## Viagem de ida
| Escala | Partida | Chegada | Dias   | Dias      |
| Escala | Partida | Chegada | Viagem | Ancorados |
| --- | ------- | ------- | ------ | --------- |
| 1497 | 1497    | 1497    | 1497   | 1497      |
| Lisboa / Ilha de Santiago - Partiram do Restelo num Sábado, dia 8, escoltados por Bartolomeu Dias que seguia numa caravela com destino à Mina. Reuniram-se e organizaram-se na ilha de Santiago. | 8 Jul   | 27 Jul  | 19     | -         |
| Ilha de Santiago / Baía de Santa Helena - A 200 milhas de Santiago a São Gabriel sofre um pequeno acidente mas recupera. Viajam para sul ao largo, 90 dias sem vista de terra, realizando a volta do mar até encontrar ventos favoráveis à altura de Santa Helena. | 3 Ago   | 7 Nov   | 96     | -         |
| Baía de Santa Helena - Escala para descanso e repor àgua, madeira e os mantimentos que encontraram. |         |         |        | 9         |
| Baía de Santa Helena / Cabo da Boa Esperança - Passam o Cabo a 22. | 16 Nov  | 22 Nov  | 6      | -         |
| Cabo da Boa Esperança / Angra de São Brás | 22 Nov  | 25 Nov  | 3      | -         |
| Angra ou Aguada de São Brás (actual Mossel Bay) - Escala onde distribuem a carga da S. Miguel pelos navios, desmantelando-a por falta de condições. Colocam um padrão que foi destruído pelos indígenas, à sua vista, pouco depois de zarparem. |         |         |        | 13        |
| Angra de São Brás / Natal - Rumam para norte, ao longo da costa oriental africana com ventos desfavoráveis. A 25 de Dezembro avistam o cabo que nomeiam "Natal" (actual província KwaZulu-Natal da África do Sul). | 8 Dez   | 28 Dez  | 20     | -         |
| Natal / Rio do Cobre | 28 Dez  | 11 Jan  | 14     | -         |
| Rio do Cobre (actual Rio Mutamba) - Com poucas reservas, aportam para repor água na terra que chamam "Terra das Boas Gentes" e "Rio do Cobre" no sul de Moçambique. |         |         |        | 5         |
| 1498 | 1498    | 1498    | 1498   | 1498      |
| Rio do Cobre / Rio dos Bons Sinais | 16 Jan  | 25 Jan  | 9      | -         |
| Rio dos Bons Sinais - Avançam sem tocar em Sofala. Próximo de Quelimane colocam outro padrão. Fazem uma escala prolongada para recuperar a tripulação, exausta e doente com escorbuto. Vasco da Gama chamou-lhe rio dos “Bons Sinais” por ter sido aí onde teve as primeiras informações de que estaria no bom caminho e que mais à frente irá encontrar pilotos capazes de o guiar.                                   |         |         |        | 30        |
| Rio dos Bons Sinais / Ilha de Moçambique | 24 Fev  | 2 Mar   | 6      | -         |
| Ilha de Moçambique - Inicialmente são bem recebidos pelo sultão de Moçambique, que os confunde com muçulmanos e disponibiliza dois pilotos. Encontram os primeiros mercadores muçulmanos da rede de comércio do Índico. Temendo que a população fosse hostil aos cristãos, tentam manter o equívoco, mas após uma série de mal entendidos zarparam do porto disparando os seus canhões. Ventos contrários demoram-nos. |         |         |        | 27        |
| Ilha de Moçambique / Baixios de São Rafael | 29 Mar  | 5 Abr   | 7      | -         |
| Baixios de São Rafael- Ao largo de Zanzibar, onde a São Rafael ficou encalhada durante a noite. |         |         |        | 2         |
| Baixios de São Rafael / Mombaça | 7 Abr   | 7 Abr   | horas  | -         |
| Mombaça |         |         |        | 6         |
| Mombaça / Melinde - São bem recebidos em Melinde, um reino muçulmano. O governante mostra-se amigável e firme aliado dos portugueses. Encontram o piloto que procuram, um guzarate chamado Malemo Caná. Aproveitam a monção favorável da primavera para rumar à Índia. | 13 Abr  | 14 Abr  | 1      | -         |
| Melinde / Calecute Avistam terra a 18 de Maio e ancoram a 20 de Maio no porto de Kappakadavu, próximo de Calecute. | 24 Abr  | 20 Mai  | 2-6    | 10        |
| Total: 309 dias |         |         |        |           |

## Viagem de volta
| Escala | Partida | Chegada | Dias   | Dias      |
| Escala | Partida | Chegada | Viagem | Ancorados |
| --- | ------- | ------- | ------ | --------- |
| 1498 | 1498    | 1498    | 1498   | 1498      |
| Calecute / Ilhéus de Santa Maria - Após uma acidentada escala de três meses em Calecute, a 10 de Setembro enviam a última mensagem ao samorim e partem sem aguardar a monção favorável. | 29 Ago  | 15 Set  | 17     | -         |
| Ilhéus de Santa Maria (actuais Laquedivas) - A 15 colocam um padrão nos ilhéus de Santa Maria. |         |         |        | horas     |
| Ilhéus de Santa Maria/Ilha de Angediva | 15 Set  | 20 Set  | 5      | -         |
| Ilha de Angediva - Foram abordados por um homem que se dizia um cristão fingindo-se muçulmano ao serviço de Hidalcão, o sultão de Bijapur. Suspeitando, açoitam-no até confessar ser um espião. Era um judeu polaco aventureiro no oriente. Vasco a Gama apadrinha-o nomeando-o Gaspar da Gama. |         |         |        | 15        |
| Ilha de Angediva / Melinde - Partem para uma penosa travessia de 90 dias, com ventos contrários e calmarias. Os mantimentos escasseiam e a tripulação adoece com escorbuto. Morrem trinta homens e os sobreviventes, enfraquecidos, mal conseguem manobrar. Tentam que Vasco a Gama regresse à Índia, mas ventos favoráveis levam-nos a prosseguir. A 2 de Janeiro avistam África. | 5 Out   | 7 Jan   | 94     | -         |
| Melinde - Exaustos, são acolhidos pelo sultão de Melinde com presentes de água, gado, ovos, laranjas. Vasco da Gama reúne as melhores ofertas que consegue para agradecer. Com a tripulação insuficiente abatem a São Rafael, prosseguindo na Bérrio e São Gabriel. |         |         |        | 4         |
| 1499 | 1499    | 1499    | 1499   | 1499      |
| Melinde / Baixios de São Rafael - Avançam passando Zanzibar e Sofala sem aportar. | 11 Jan  | 13 Jan  | 2      | -         |
| Baixios de São Rafael, ao largo de Zanzibar |         |         |        | 14        |
| Baixios de São Rafael / Ilha de São Jorge | 27 Jan  | 2 Fev   | 5      | -         |
| Ilha de São Jorge (Moçambique) - Colocam o último padrão. |         |         |        | 1         |
| Ilha de São Jorge / Baía de São Brás | 1 Fev   | 3 Mar   | 29     | -         |
| Baía de São Brás (actual Mossel Bay) - Caçam leões marinhos e pinguins para aprovisionar os navios e seguem, descansados e repostos. |         |         |        | 9         |
| Baía de São Brás / Cabo da Boa Esperança- Com a passagem do Cabo da Boa Esperança termina o registo no diário de Álvaro Velho. | 12 Mar  | 20 Mar  | 8      | -         |
| Cabo da Boa Esperança / Recifes do Rio Grande - As naus navegam juntas, mas numa noite a Bérrio separa-se. Não são conhecidos dados da viagem até Cabo Verde. | 20 Mar  | 25 Abr  | 36     | -         |
| Recifes do Rio Grande (actual Rio Buba, Guiné-Bissau) / Lisboa - Na Ilha de Santiago, em Cabo Verde, Vasco da Gama freta uma caravela para levar o seu irmão doente para os Açores, na esperança de o salvar. As naus chegam ao Tejo em Julho e Agosto de 1499: a Bérrio, mais leve e rápida, foi a primeira a chegar, a 10 de Julho de 1499, sob o comando de Nicolau Coelho e tendo como piloto Pêro Escobar. Paulo da Gama morre na ilha Terceira e Vasco da Gama regressa a Lisboa, onde chegou depois das naus, no fim de Agosto. | 25 Abr  | 10 Jul  | 76     | -         |
| Total: 315 dias |         |         |        |           |

### Roteiro da primeira viagem de Vasco da Gama à Índia, diário de bordo anónimo
- Cópia digital do           manuscrito
- Roteiro da primeira viagem de Vasco          da Gama à Índia, segunda edição, Lisboa, 1861, por Alexandre Herculano e o barão do Castelo de Paiva

### Outras obras
- Diffie, Bailey W. and George D. Winius, "Foundations of the Portuguese Empire, 1415–1580", p.177-186 (1977) Minneapolis: University of Minnesota Press. ISBN 0816607826.
- Bouchon, Geneviève - Vasco da Gama, Ed. Terramar, Lisboa, Maio de 1998.
- Grande Enciclopédia Portuguesa e Brasileira, Editorial Enciclopédia, Lda, Lisboa – Rio de Janeiro (1936-1960), vol. 4, p.895, vol. 6, p.1013, vol. 12, p.113, vol. 27, p.187   e vol. 37, p.182.